# Ursula (helgon)

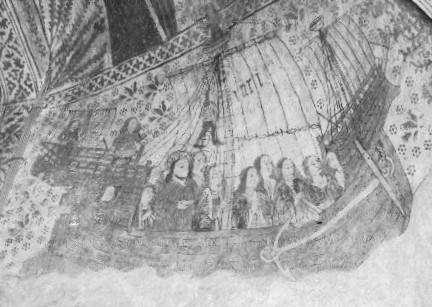
Sankt Ursula och jungfrurna till sjöss, målning från tidigt 1500-tal av Edebomästaren i Edebo kyrka

Ursula och hennes följeslagare var 11 000 jungfrur och martyrer, troligen under 300-talet. Hon vördas som helgon av Romersk-katolska kyrkan, och ursulinerna har henne som skyddshelgon.

## Biografi
Grunden för legenden om dessa är en ristning från cirka 400 i en sten i Sankta Ursulas kyrka i Köln. På stenen står att Clematius återställt en förstörd kyrka till martyrernas ära. Deras namn, antal och omständigheterna kring deras död finns inte bevarade från denna tid. I en predikan från 800-talet står det att de enligt lokal tradition var många, led under Maximianus styre. En kalender från sent 800-tal anger Ursula som en av fem, åtta eller elva martyrer.
Under 900-talet steg uppgiften om deras antal drastiskt till 11 000, antagligen på grund av en felläsning av förkortningen XI MV, som lästes som undecim millia vergines (elva tusen jungfrur) istället för undecim martyres virgines (elva jungfrumartyrer). Legenden om 11 000 jungfrur blev snabbt populär och författare broderade ut berättelsen med fler detaljer tills den fick sin slutgiltiga form i Legenda aurea.
Berättelsen i Legenda aurea kan sammanfattas så här: Ursula var dotter till en brittisk kristen kung som förlovades med en hednisk furste. Hon ville vara jungfru så istället för att åka till fursten tillbringade hon tre år med en flotta som bestod av elva skepp som vart och ett hade ett följe på tusen jungfrur. Efter en pilgrimsresa till Rom hamnade de i Köln där hunnerna dödade dem för att de var kristna och att Ursula vägrat gifta sig med deras hövding. Det finns flera andra varianter på berättelsen nedtecknade i andra källor.
Ursula var ett av helgonen som påverkades av Vatikanens kalenderreform 1969. Hennes dag är inte längre med i Romersk-katolska kyrkans allmänna kalender och firas nu bara på vissa platser. 11 000 jungfrur var i äldre tider en dag som firades den 21 oktober. Vid Uppsala domkyrka stiftades år 1506 ett prebende med detta namn.
Ursulas helgonattribut är i första hand en eller flera pilar och en mantel (oftast omsvepande en mängd miniatyrjungfrur som står runt henne). Hon brukar även avbildas med Englands flagga och en krona på huvudet, då hon enligt legenden var en engelsk prinsessa.

## Bilder
| - Den heliga Ursulas gravsten. Inskriften lyder: [IN HOC TVM]VLO INNOCI[N]S VIRGO IACET [NO]MINE VRSVLA VIXIT [A]NNIBVS OCTO MENSIBVS DUOBVS [D]IEN[BV]S QVATTOR. |